# Гощовиці
Гощовиці (пол. Goszczowice, нім. Guschwitz) — село в Польщі, у гміні Туловиці Опольського повіту Опольського воєводства.
Населення — 277 осіб (2011).

## Демографія
Демографічна структура станом на 31 березня 2011 року:
|          | Загалом | Допрацездатний вік | Працездатний вік | Постпрацездатний вік |
| -------- | ------- | ------------------ | ---------------- | -------------------- |
| Чоловіки | 131     | 21                 | 95               | 15                   |
| Жінки    | 146     | 33                 | 87               | 26                   |
| Разом    | 277     | 54                 | 182              | 41                   |